# Joseph Szigeti

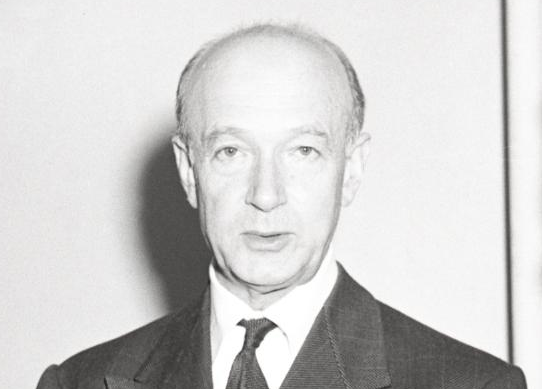
Joseph Szigeti (1950)

Joseph Szigeti (* 5. September 1892 in Budapest, Österreich-Ungarn; † 19. Februar 1973 in Luzern, Schweiz) war ein US-amerikanischer Violinvirtuose und -lehrer ungarischer Herkunft.

## Leben

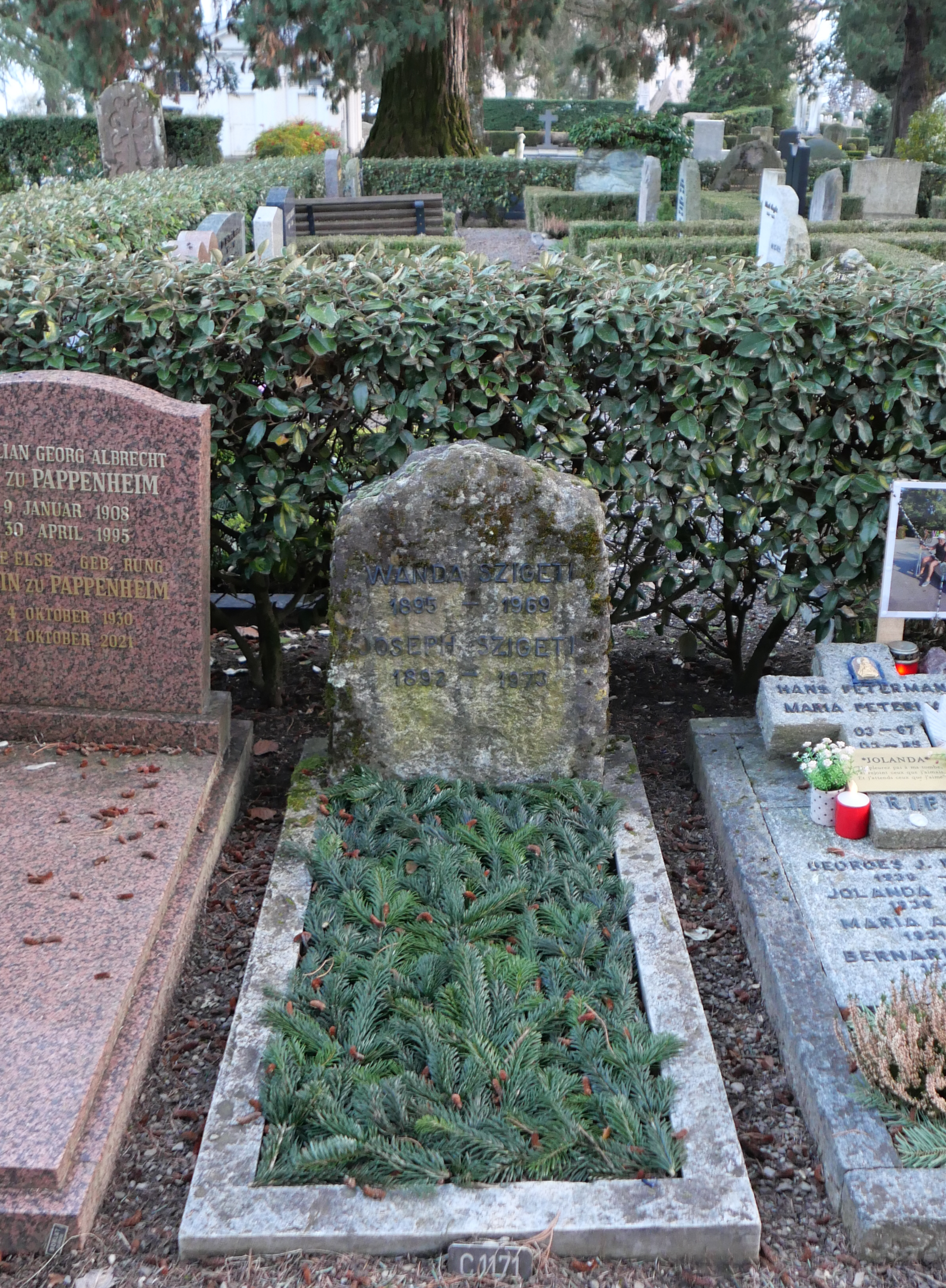
Das Grab im Jahr 2024

Szigeti war als Kind in Budapest Schüler von Jenő Hubay. Nach seinem Debüt in Berlin im Alter von dreizehn Jahren reiste er als Wunderkind durch Europa. 1907 unternahm er eine Konzerttournee mit Ferruccio Busoni durch England; 1913 ließ er sich in der Schweiz nieder, wo er von 1917 bis 1925 als Violinprofessor am Konservatorium von Genf unterrichtete.
Sein USA-Debüt hatte er 1925 mit Beethovens Violinkonzert mit dem Philadelphia Orchestra unter Leopold Stokowski in der Carnegie Hall. In der Folgezeit führten ihn Konzertreisen regelmäßig in die USA, wohin er 1940 nach Beginn des Zweiten Weltkriegs aufgrund seiner jüdischen Abstammung flüchtete. Mit dem Pianisten Andor Foldes, seinem ungarischen Landsmann, bildete er ein Duo, das drei Jahre lang erfolgreich konzertierend durch die Staaten reiste. Im Jahr 1944 wirkte er in dem Musikfilm Hollywood Canteen mit. 1951 wurde er amerikanischer Staatsbürger. Seit 1960 lebte er wieder in der Schweiz, wo er Meisterkurse gab.
Szigeti widmete sich als Violinist in besonderem Maße dem zeitgenössischen Repertoire. So komponierte sein Freund Béla Bartók seine Contrasts für Klavier, Violine und Klarinette für sich selbst, Szigeti und Benny Goodman, und Alfredo Casella komponierte für ihn das Concerto in la minore per violino ed orchestra, das Szigeti 1928 in Moskau uraufführte. 1938 spielte er die Uraufführung von Ernest Blochs Violinkonzert in Cleveland. Alan Rawsthorne und Eugène Ysaÿe widmeten ihm je eine Violinsonate, Frank Martin ein Violinkonzert. Auch die Werke von Maurice Ravel, Albert Roussel, Darius Milhaud, Igor Strawinski und Alban Berg zählten zu seinem Repertoire.
Szigeti fand seine letzte Ruhestätte auf dem Friedhof von Clarens im Schweizer Kanton Waadt an der Seite seiner Ehefrau Wanda, geb. Ostrowska (1895–1969). Die gemeinsame Tochter Irene (1920–2005) und Schwiegersohn Nikita Magaloff  (1912–1992), ein weltberühmter Pianist georgisch-russischer Herkunft, sind nur wenige Meter von dem Grab bestattet.

## Schriften
- With Strings Attached. New York 1947
- Zwischen den Saiten, sechs Jahrzehnte als Geiger in einer sich wandelnden Welt. 1962
- A Violinist’s Notebook, London 1965
- Szigeti on the Violin: Improvisations an a Violinist’s Themes. New York 1969